# Panćaloha

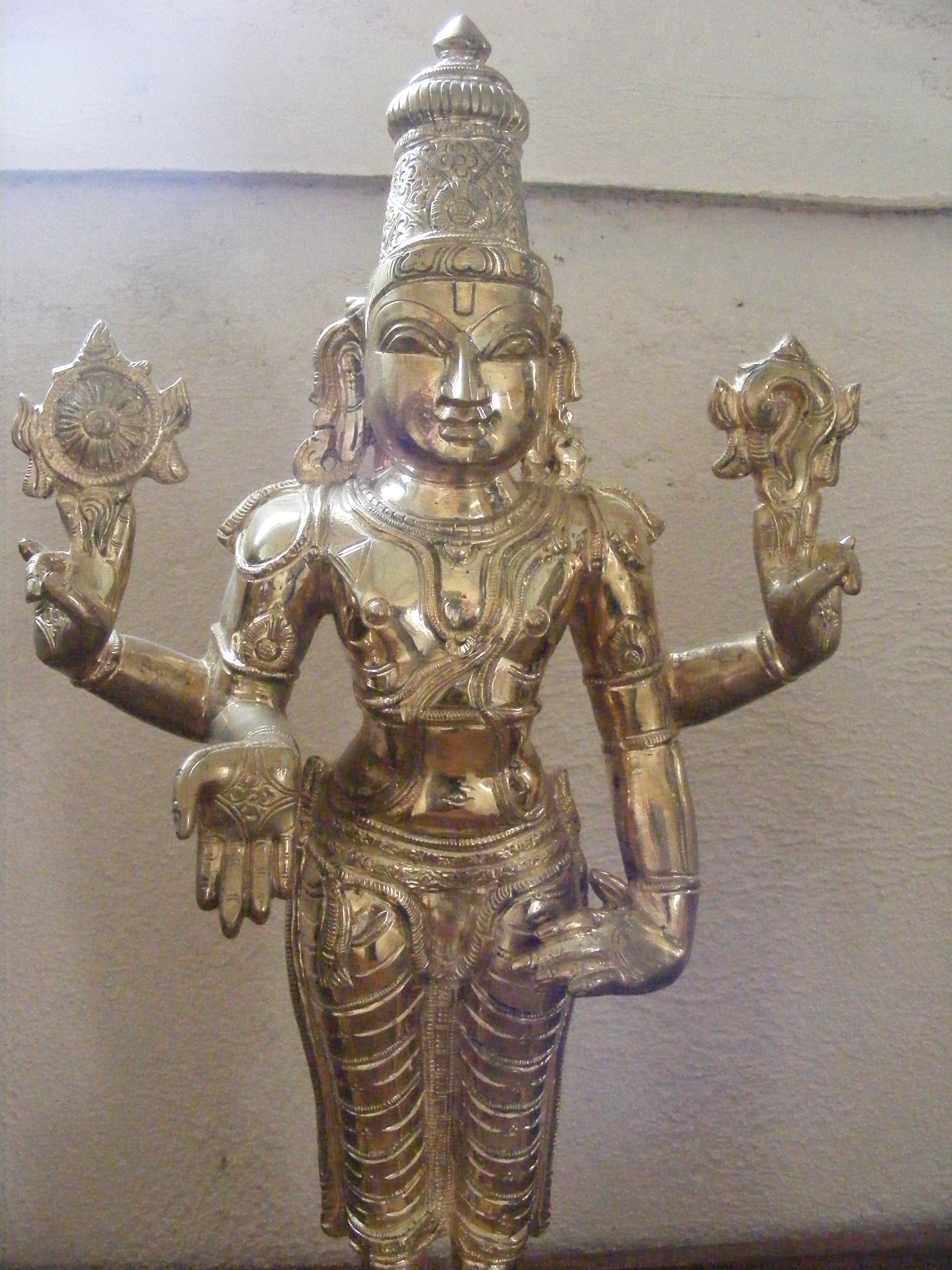
Murti wytworzone z panćaloha

Panćaloha (ang. Panchaloha, sanskryt पञ्चलोह) – stop pięciu (panća) metali (loha) używany w hinduizmie do wyrobu figur kultowych (murti), zwłaszcza w południowych Indiach. Najczęściej użyte metale to: srebro 4 porcje, złoto 1 porcja, mosiądz 8 porcji, miedź 8 porcji i niewielka ilość żelaza. Ten skład może różnić się w zależności od regionu. Figury, przeznaczone dla świątyń są wytworzone z użyciem złota i srebra, podczas gdy figury, wytwarzane masowo, są wyrabiane głównie z miedzi.